# Collège
Der französische Ausdruck collège bezeichnet im Lauf der Jahrhunderte verschiedene Bildungseinrichtungen. Im französischen Bildungssystem bezeichnet es heute in der Regel eine Schulstufe in Frankreich, die auch école secondaire genannt wird. Das collège baut auf der école primaire (dem Äquivalent der deutschen Grundschule) auf und sein Programm ist mit dem der deutschen Sekundarstufe I verwandt. Nach erfolgreicher Absolvierung besteht für die Schüler die Möglichkeit zum Übergang auf das Lycée, das in etwa der deutschen Sekundarstufe II entspricht.

## DasCollègein der Geschichte
Das Wort Collège, das auf das lateinische Wort collegium zurückgeht, stand im mittelalterlichen Paris für ein Gebäude, in welchem unter Aufsicht eines oder mehrerer bursarum magistri, die gewöhnliche Kleriker waren, Studierende wohnten, gemeinschaftlich aßen und gegebenenfalls Unterstützung an Geld erhielten. Zu den ersten Collèges dieser Art zählte das 1257 von Robert de Sorbon für 16 arme Theologiestudenten in Paris gestiftete, aus dem die Sorbonne hervorging, die theologische Fakultät der Pariser Universität, deren Name im 19. Jahrhundert auf die gesamte Universität übertragen wurde.
Im 16. bis 18. Jahrhundert wurden als Collèges vor allem die höheren Schulen bezeichnet, die der Jesuitenorden betrieb, der in dieser Epoche in Frankreich fast ein Monopol auf das höhere Bildungswesen hatte.
Im 19. und frühen 20. Jahrhundert hießen Collèges die diese Tradition fortsetzenden katholischen Privatgymnasien (wogegen die staatlichen Gymnasien Lycées hießen).

### DasCollège des lecteurs du roi
Weil sich die Sorbonne den aus Italien nach Frankreich hereinwirkenden Einflüssen des Humanismus verweigerte, wurde 1530 von König Franz I. in Paris eine kleine, aber elitäre Bildungseinrichtung gegründet, das Collège des lecteurs du Roi. Hier wurden philologische Disziplinen betrieben und gelehrt, die an der Sorbonne vernachlässigt wurden, wenn nicht gar verboten waren, wie beispielsweise Griechisch, aber auch Hebräisch. Nachdem es später in Collège Royal umbenannt worden war, trägt es seit der Revolutionszeit den Namen Collège de France und ist die prestigereichste aller Institutionen des französischen Bildungswesens.

### DasCollège des Quatre Nations
Aufgrund einer testamentarischen Verfügung des Kardinals Mazarin (1661) entstand einige Jahre nach seinem Tod das Collège des Quatre Nations in Paris. Das von dem Architekten Louis Le Vau errichtete Collège war dazu bestimmt, sechzig junge Edelleute aufzunehmen und auszubilden, die aus den vier neuen „Nationen“, d. h. Provinzen, Artois, Elsass, Pignerol und Katalonien (Roussillon und Cerdagne) stammten, die durch den Westfälischen Frieden (1648) und den Pyrenäenfrieden (1659) an Frankreich gekommen waren. Der Bau beherbergt heute das Institut de France und die fünf ihm angeschlossenen Akademien.

### Liste der historischenCollèges
Die Liste ist in chronologischer Reihenfolge nach dem Gründungs- beziehungsweise Eröffnungsdatum geordnet. Sie enthält, wenn bekannt, den Namen des Stifters oder Hauptstifters.
- 1180: Collège des Dix-Huit oder Collège de Notre-Dame (gegründet von einem gewissen Josse aus London)
- 1208: Collège des Bons-Enfants (Étienne Belot und seine Ehefrau)
- 1246: Collège des Bernardins (Étienne de Lexinton, eigentlich Stephen of Lexinton, Abt von Clairvaux)
- 1253: Collège de Sorbonne (Robert von Sorbon, Beichtvater Ludwigs des Heiligen)
- 1255: Collège des Prémontrés (Prämonstratenserorden)
- 1261: Collège de Cluny (Yves de Vergny, Abt von Cluny)
- vor 1270: Collège de Charité Saint-Denis (Mathieu de Vendôme, Abt von Saint-Denis)
- um 1275: Collège de Danemark oder de Dace (gegründet von einem Dänen unter Philipp III. dem Kühnen, König von 1270–1285, 1384 teilweise von den Karmelitern erworben, die diesen Teil an das Collège de Laon verkaufen)
- 1274: Collège de Calvi oder Petite Sorbonne (Robert de Sorbon)
- 1280: Collège d'Harcourt (Raoul d’Harcourt, Kanoniker, Erzdiakon von Rouen und Coutances)
- 1291: Collège de Suesse, auch Collège d’Upsal (Gründer unbekannt) zur Aufnahme schwedischer Studenten
- 1295: Collège des Cholets (Gérard de Saint-Just und Évrard de Nointel, Testamentsvollstrecker von Jean Cholet, Bischof von Beauvais)
- 1303: Collège du Cardinal Lemoine (Jean Lemoine, Bischof und päpstlicher Legat)
- 1304: Collège de Navarre, auch Collège de Champagne (Johanna von Navarra, Königin)
- 1308: Collège de Bayeux (Guillaume oder Wilhelm I. Bonnet, Bischof von Bayeux)
- 1314: Collège de Laon (Guy de Laon, Schatzmeister der Sainte-Chapelle, Testamentsvollstrecker von Huard de Courtegris)
- 1314: Collège de Presles (Raoul de Presles, Herr von Lizy, Sekretär Philipps IV.)
- 1314: Collège de Montaigu (Gilles I. Aycelin de Montaigut, Erzbischof von Rouen, Berater Philipps IV.), beherbergt ab 1578 die Gemeinschaft der irischen Studenten in Paris (communauté des étudiants irlandais à Paris siehe nachstehend Collège des Irlandais)
- 1317: Collège de Cornouailles (von einem bretonische Kleriker gegründet)
- 1317: Collège de Narbonne (Bernard de Fargis, de Farges oder de Forges, Erzbischof von Narbonne)
- 1322: Collège du Plessis (Geoffroy Baluçon oder de Plessis, bretonischer Adeliger, Notar Papst Johannes XXII. und Sektratär Philipps V.)
- 1325: Collège de Tréguier (Guillaume Koëtmohan oder Coëtman, Vorsänger in der Kirche von Tréguier)
- 1330: Collège de Bourgogne (gemäß einer testamentarischen Bestimmung der Königinwitwe Johanna von Burgund von 1325)
- 1332: Collège d’Arras (Nicolas le Canderlier, Abt von Saint-Vaast bei Arras)
- 1333: Collège des Écossais (Johann, Bischof von Murray)
- 1333: Collège de Tours (Étienne de Bourgueil, Erzbischof von Tours)
- 1334: Collège de Hubant, de Huban oder de l’Ave Maria (Jean de Hubant oder de Huban, président de la chambre des enquêtes)
- 1334: Collège des Lombards (André Ghini oder Chini aus Florenz, Bischof von Arras), auch Collège des Irlandais (siehe unten)
- 1335: Collège de Lisieux (gemäß einer testamentarischen Bestimmung von Guy d’Harcourt, Bischof von Lisieux), auch Collège de Torcy
- 1337: Collège d’Autun, auch Collège d’Annonay oder Collège du Cardinal Bertrand (Pierre Bertrand, Bischof von Autun)
- 1338: Collège de Chanac-Pompadour (Guillaume V. de Chanac, lateinischer Patriarch von Alexandria, Erzbischof von Paris)
- 1340?: Collège de Thou, auch Collège de Thou (Gründer unbekannt), 1556 vom Collège Sainte-Barbe übernommen
- 1342: Collège de Rethel (Gauthier de Lanoy und Jeanne de Bresles)
- 1343?: Collège Mignon (Jean Mignon † 1343, maître des comptes am Rechnungshof;[1]) später Collège de Gramond (Orden von Gramont)
- 1348: Collège des trois évêques, auch Collège de Cambrai (Guy d’Anssonne, Bischof von Cambrai, Hugues d’Arcy, Bischof von Laon und Hugues de Pomare, Erzbischof von Reims)
- 1353: Collège de Boncourt et de Tournai (Pierre Bécoud oder Boucourt)
- 1353: Collège de Tournai (gegründet vom Bischof von Tournai)
- 1354: Collège de Justice (Jean de Justice, Kanoniker)
- 1362: Collège de la Marche et de Winville (Guillaume de la Marche)
- 1367?: Collège de Dainville (Michel de Dainville, Kanoniker, Erzdiakon von Noyon, Berater König Karls V.)
- 1358: Collège de Boissy (zwei Kanoniker)
- vor 1367: Collège de Vendôme
- 1370: Collège de Maître Gervais oder Collège Notre-Dame de Bayeux (Gervais Chrétien, Hofchirurg Karls V. und Kanoniker der Kathedrale Notre-Dame de Paris)
- 1370: Collège de Beauvais (Jean de Dormans, Bischof von Beauvais und Kanzler von Frankreich)
- 1394: Collège de Fortet (Pierre de Fortet, Kanoniker)
- 1427: Collège de Séez, früher auch Collège de Sées (Grégoire de Langlois, Bischof von Séez)
- 1423?: Collège de Reims
- 14??: Collège de Coqueret (Nicolas Coqueret, Priester aus Amiens)
- 1432? Collège du Mans
- 1460: Collège Sainte-Barbe (Geoffroy Lenormand)
- 14??: Collège de Kérembert, auch de Karembert oder Carembert (Diözese von Laon), 1575 dem Collège de Trégier, auch Collège de Léon, angegliedert
- um 1515: Collège de la Merci (Alain d’Albret, Graf von Dreux)[2]
- 1563: Collège de Clermont (gemäß testamentarischer Bestimmung von Guillaume du Prat † 1560, Bischof von Clermont), ab 1682 Collège Louis-le-Grand
- 1569: Collège des Grassins (Pierre Grassin, Herr von Ablon)
- 1578: Collège des Irlandais (John Lee de Waterford), ab 1578 im Collège Montaigu, ab 1677 im Collège des Lombards
- 1661: Collège des Quatre-Nations oder Collège Mazarin (Kardinal Mazarin)

- ???: Collège d'Allemagne
- ???: Collège du Dauphin
- ???: Collège de Suède ou de Skara
- ???: Collège de Tonnerre
- ???: Collège des trente-trois
- ???: Collège de Vézelay
- ???: Collège de Linköping